# Günther von Pogrell
Günther von Pogrell, nemški general, * 5. junij 1879, † 8. julij 1944.